# Alsunga
Alsunga (ryska: Алсунга) är en kommunhuvudort i Lettland.   Den ligger i kommunen Alsungas novads, i den västra delen av landet, 150 km väster om huvudstaden Riga. Alsunga ligger 33 meter över havet och antalet invånare är 940.
Terrängen runt Alsunga är platt, och sluttar västerut. Runt Alsunga är det glesbefolkat, med 10 invånare per kvadratkilometer. Närmaste större samhälle är Ēdole, 9,1 km nordost om Alsunga. Omgivningarna runt Alsunga är en mosaik av jordbruksmark och naturlig växtlighet.